# Маларих
Маларих (лат. Malarichus) — римский полководец IV века.

## Биография
Маларих был франком по происхождению. Он был назначен начальником гентилов (рекруты, набранные из варваров) Галлии. Позднее был назначен на должность военного магистра. После начала интриг против Сильвана Маларих за него вступился и предлагал себя в качестве посредника при переговорах с Сильваном, предупреждая, что если к тому пошлют не его соплеменника, то тот, из опасения за свою жизнь, видя столь серьёзные обвинения, поднимет восстание. Однако его не послушались, и к Сильвану, по настоянию Арбециона, был послан Аподемий, «давний и жестокий враг хороших людей». Тот сделал все, чтобы усугубить ситуацию, ведя себя с Сильваном так, словно тот уже был арестован.
Тем временем было сочинено новое подложное письмо, из которого выходило, что к готовящемуся мятежу причастен не только Сильван, но и Маларих. Последний, однако, опираясь на многочисленных тогда при дворе франков, жаловался на интригу императору. Констанций повелел произвести следствие по делу, но, хотя факт подлога был раскрыт, никто из участников интриги не понес наказания из-за содействия высокопоставленных придворных покровителей. После того, как Маларих отказался от командования галльскими войсками при Иовиане, его следы теряются.